# Mundo Boca
Mundo Boca es un programa de televisión argentino, periodístico deportivo que muestra las novedades, intimidad y testimonios de diferentes autoridades del club de fútbol Boca Juniors. Es producido por Hanga.tv (contenidos) para el canal de TV. Telefe,el cual lo emitía en su señal de aire los sábados a las 00:30 horas (trasnoche). Actualmente se transmite en la señal de cable Fox Sports HD, en el horario de las 16:00 horas, los días miércoles. Además cada programa está disponible en el Sitio Web Oficial del club. Es conducido por Maxi Reca, quien además de presentar el programa, realiza las notas y entrevistas a todos los protagonistas del club.

## Acerca de "Mundo Boca"
Mundo Boca informa sobre toda la actualidad de uno de los clubes más importantes de América, Boca Juniors. En el programa se daban a conocer noticias y todo lo que está pasando, todo sobre el club.
La primera temporada de Mundo Boca, fue lanzada en Telefe Internacional, la señal para el resto del mundo del canal de TV Abierta de Argentina, Telefe hasta el 7 de julio de 2012.

## Ficha técnica
- Conducción: Máximo Reca (2011-2012), Daniel Retamoso (2012-presente).
- Producción General: Mariano López
- Noteros: Máximo Reca y Daniel Retamoso (2011-2012)
- Producción Periodística: Daniel Retamoso
- Producción: Leo Meloni y Marketing CABJ
- Cámaras: Sebastián Di Napoli
- Foto fija: Martin Neira
- Edición: Verónica Tecce, Santiago Caponi y Martin Neira
- Diseño gráfico: I-MAX Publicidad
- Motion Graphics: Verónica Tecce
- Posproducción: Brancaleone Productora